# Thirty-Nine
Thirty-Nine (hangul: 서른, 아홉; rr: Seoreun, Ahop) (bra: Trinta e Nove) é uma série de televisão sul-coreana de 2022 dirigida por Kim Sang-ho e estrelada por Son Ye-jin, Jeon Mi-do e Kim Ji-hyun como um grupo de amigas que estão prestes a fazer quarenta anos. 
Thirty-Nine é um remake do drama chinês Nothing But Thirty, que também gira em torno da vida, amizade e romance de três amigas que completarão quarenta anos.
Estreou no dia 16 de fevereiro de 2022 no canal JTBC, e foi ao ar todas as quartas e quintas às 22h30 (KST) em 12 episódios. A distribuição internacional foi feita pela Netflix, com os episódios sendo disponibilizados na plataforma uma semana após sua exibição na Coreia.
O último episódio da série registrou a maior audiência nacional: 8,1%. Apesar do sucesso moderado em seu país de origem – obtendo uma média de 6,5 pontos de audiência – a série foi um sucesso na Netflix, ficando quatro semanas consecutivas na lista semanal do Global Top 10 de séries mais assistidas da plataforma.

## Elenco

### Principal
- Son Ye-jin como Cha Mi-jo, 39 anos, médica e diretora da Clínica Dermatológica Gangnam.[10]
  - Shin So-hyun como Cha Mi-jo jovem.[11]
- Jeon Mi-do como Jeong Chan-young, 39 anos, professora de teatro.[12]
  - Ha Seon-ho como Jeong Chan-young jovem.[13]
- Kim Ji-hyun como Jang Joo-hee, 39 anos, vendedora de cosméticos em uma loja de departamentos.[14]
  - Lee Da-yeon como Jang Joo-hee jovem.[15]

### De apoio
- Yeon Woo-jin como Kim Seon-woo, um dermatologista de 39 anos.[16]
- Lee Moo-saeng como Kim Jin-seok, um agente de talentos de 42 anos.[17]
- Lee Tae-hwan como Park Hyun-joon, um chef de 35 anos e proprietário de um restaurante em uma Chinatown.[18]
- Ahn So-hee como Kim So-won, irmã mais nova de Kim Seon-woo e pianista.[19]

#### Pessoas ao redor de Cha Mi-jo
- Lee Kan-hee como mãe de Mi-jo.
- Kang Mal-geum como Cha Mi-hyun, 44 anos, irmã mais velha de Mi-jo, administradora de sua clínica.[20]
  - Yoon Hye-bin como Cha Mi-hyun jovem.
- Park Ji-il como professor Cha Yoo-hyeok, pai de Mi-jo.[21]

#### Pessoas ao redor de Jeong Chan-young
- Seo Hyun-chul como pai de Chan-young.[22]
- Lee Ji-Hyun como mãe de Chan-young.[23]

#### Pessoas ao redor de Jang Joo-hee
- Nam Gi-ae como mãe de Joo-hee.

#### Outros
- Song Min-ji como Kang Seon-joo, 37 anos, esposa de Jinseok. Ela vem de uma família rica e exige ter tudo o que quiser.[24]
- Oh Se-young como Cho Hye-jin, 27 anos, uma estudante de graduação que é namorada de Hyun-jun.[25]
- Jo Won-hee como Kim Jeong-tak, pai de Kim Seon-woo e pai adotivo de Kim So-won.[26]
- Seo Ji-young como Lee Kyung-sook, a mãe biológica de Cha Mi-jo.[27]

### Participações especiais
- Kim Kwon como estudante de teatro de Chan-young (Ep. 1).[28]
- Hwang Bo-reum-byeol como aluno de teatro de Chan-young (Ep. 3).
- Han Soo-ah como amigo de Hye-jin (Ep.4).
- Han Bo-reum como estudante de teatro (Ep. 7).
- Im Si-wan como Im Siwan, ator principal de um filme dentro da série e ex-aluno de Chan-young.[29][30]
- Kang Tae-oh como amigo de Park Hyun-joon.[31][32]

## Produção

### Elenco
Em abril de 2021, foi anunciado que Son Ye-jin e Jeon Mi-do estavam negociando para estrelar em Thirty-Nine, uma minissérie de 12 episódios coproduzida pela Lotte Cultureworks e a JTBC Studio. Son confirmou sua participação em junho de 2021, enquanto Jeon e Kim Ji-hyun confirmaram em agosto. Thirty-Nine marca o retorno de Son à JTBC após três anos; ela apareceu pela última vez na série de TV de 2018 da JTBC, Something in the Rain.

### Filmagem
As filmagens começaram em agosto de 2021. Em 12 de janeiro de 2022, foram publicadas fotos dos atores principais lendo o roteiro da série.

## Trilha sonora

### Parte 1
| Lançado em 16 de fevereiro de 2022 |                            |                              |                 |             |         |  |
| N.º                                | Título                     | Letras                       | Música          | Artista     | Duração |  |
| 1.                                 | "Still Here" (그때 우리가) | Kwon Young-chan, Kang Ah-sol | Kwon Young-chan | Kang Ah-sol | 3:51    |  |
| 2.                                 | "Still Here" (Inst.)       |                              | Kwon Young-chan |             | 3:51    |  |

### Parte 2
| Lançado em 23 de fevereiro de 2022 |                        |        |        |         |         |  |
| N.º                                | Título                 | Letras | Música | Artista | Duração |  |
| 1.                                 | "I Was a Fool"         | Fromm  | Fromm  | Fromm   | 2:58    |  |
| 2.                                 | "I Was a Fool" (Inst.) |        |        |         | 2:58    |  |

### Parte 3
| Lançado em 3 de março de 2022 |                         |             |             |             |         |  |
| N.º                           | Título                  | Letras      | Música      | Artista     | Duração |  |
| 1.                            | "That's All" (이것밖에) | Choi Yu-ree | Choi Yu-ree | Choi Yu-ree | 4:25    |  |
| 2.                            | "That's All" (Inst.)    |             |             |             | 4:25    |  |

### Parte 4
| Lançado em 10 de março de 2022 |                 |                 |                 |                 |         |  |
| N.º                            | Título          | Letras          | Música          | Artista         | Duração |  |
| 1.                             | "Peony" (꽃말)  | Kwon Young-chan | Kwon Young-chan | Car, the Garden | 4:05    |  |
| 2.                             | "Peony" (Inst.) |                 |                 |                 | 4:05    |  |

### Parte 5
| Lançado em 17 de março de 2022 |                                 |                                  |                                              |         |         |  |
| N.º                            | Título                          | Letras                           | Música                                       | Artista | Duração |  |
| 1.                             | "In your days" (너의 하루 끝에) | Song Yang-Ha, Kim Jae-hyun, Kyoi | Song Yang-Ha, Kim Jae-hyun, Kyoi, Kim Ha-jun | Wheein  | 3:58    |  |
| 2.                             | "In your days" (Inst.)          |                                  | Song Yang-Ha, Kim Jae-hyun, Kyoi, Kim Ha-jun |         | 3:58    |  |

### Parte 6
| N.º | Título           | Letras       | Música       | Artista      | Duração |  |
| 1.  | "Did" (그랬을까) | Jung Joon-il | Jung Joon-il | Jung Joon-il | 3:49    |  |
| 2.  | "Did" (Inst.)    |              | Jung Joon-il |              | 3:49    |  |

## Audiência
| Temporada | Temporada | Ep. 1 | Ep. 2 | Ep. 3 | Ep. 4 | Ep. 5 | Ep. 6 | Ep. 7 | Ep. 8 | Ep. 9 | Ep. 10 | Ep. 11 | Ep. 12 | Audiência |
| --------- | --------- | ----- | ----- | ----- | ----- | ----- | ----- | ----- | ----- | ----- | ------ | ------ | ------ | --------- |
|           | 1         | 1.052 | 1.193 | 1.623 | 1.614 | 1.086 | 1.401 | 1.210 | 1.520 | 1.379 | 1.546  | 1.314  | 1.714  | 1.387     |

| Ep. | Data de exibição        | Título                                          | Parcela média de audiência (Nielsen Korea) | Parcela média de audiência (Nielsen Korea) |
| Ep. | Data de exibição        | Título                                          | Nacional                                   | Seul                                       |
| --- | ----------------------- | ----------------------------------------------- | ------------------------------------------ | ------------------------------------------ |
| 1 | 16 de fevereiro de 2022 | "Thirty, Nine"                                  | 4.406% (3º)                                | 4.453% (3º)                                |
| 2 | 17 de fevereiro de 2022 | "One Absurd Day"                                | 5.076% (4º)                                | 5.410% (4º)                                |
| 3 | 23 de fevereiro de 2022 | "Something I Had Never Thought Of"              | 7.414% (1º)                                | 7.806% (1º)                                |
| 4 | 24 de fevereiro de 2022 | "Choice"                                        | 7.540% (1º)                                | 8.700% (1º)                                |
| 5 | 2022-3-2                | "Rachmaninoff Piano Concerto No. 2"             | 5.537% (2º)                                | 6.183% (2º)                                |
| 6 | 2022-3-3                | "Conviction"                                    | 6.945% (2º)                                | 7.691% (1º)                                |
| 7 | 16 de março de 2022     | "The Inconvenient Truth"                        | 5.708% (2º)                                | 6.331% (1º)                                |
| 8 | 17 de março de 2022     | "When You Think It's the End"                   | 7.229% (1º)                                | 8.141% (1º)                                |
| 9 | 23 de março de 2022     | "Thousand Nights Over and Over Again"           | 6.545% (1º)                                | 6.840% (1º)                                |
| 10 | 24 de março de 2022     | "He Who Dances Must Pay the Piper"              | 7.130% (1º)                                | 7.343% (1º                                 |
| 11 | 30 de março de 2022     | "About Romance"                                 | 6.417% (1º)                                | 7.051% (1º)                                |
| 12 | 31 de março de 2022     | "Samseong-dong, Hyochang-dong and Gocheok-dong" | 8.122% (1º)                                | 8.941% (1º)                                |
| Média | Média                   | Média                                           | 6.506%                                     | 7.074%                                     |
| Especial | 10 de março de 2022     | "About thirty and nine"                         | —                                          | —                                          |
| - Na tabela acima, os números azuis representam a audiência média mais baixa e os red numbersrepresentam a audiência média mais alta. - Este drama foi ao ar em um canal a cabo/TV paga que normalmente tem uma audiência relativamente menor em comparação com a TV aberta/emissoras públicas como, por exemplo, (KBS, SBS, MBC e EBS). |                         |                                                 |                                            |                                            |

## Prêmios e indicações
| Cerimônia de premiação | Ano  | Categoria                | Indicado/Trabalho | Resultado | Ref.          |
| ---------------------- | ---- | ------------------------ | ----------------- | --------- | ------------- |
| APAN Star Awards       | 2022 | Melhor Atriz Coadjuvante | Kim Ji-hyun       | Indicado  | [ 48 ]        |
| Baeksang Arts Awards   | 2022 | Melhor Atriz Coadjuvante | Kang Mal-geum     | Indicado  | [ 49 ] [ 50 ] |
| Bechdel Day            | 2022 | Bechdel's Choice 5       | Thirty-Nine       | Venceu    | [ 51 ]        |
| Bechdel Day            | 2022 | Melhor Roteirista        | Yoo Young-ah      | Venceu    | [ 52 ]        |